# Jacques-François Besson
Jacques-François Besson (* 12. September 1756 in Mieugy; † 23. Juli 1842 in Metz) war von 1824 bis zu seinem Tod Bischof von Metz.

## Leben
Nach dem Studium der Theologie und Rechtswissenschaft in Lyon erhielt er ein Diplom zum Rechtsanwalt. Er entschied sich aber für die geistliche Laufbahn und wurde am 18. Dezember 1779 zum Priester geweiht. Später erfolgte seine Ernennung zum Generalvikar in Genf. 1792 wurde er durch französische Revolutionäre gefangen genommen, konnte aber nach Konstanz, später nach Turin und München fliehen. Schließlich konnte er 1801 als Pfarrer von Saint-Nizier in Lyon zurückkehren. Die Ernennung zum Erzbischof von Marseille lehnte er 1817 ab, nahm aber die Ämter eines Großalmosenmeisters 1822 in Paris und eines Ehrenstiftsherrn von Saint-Denis 1823 an. 
Am 14. Oktober 1823 wurde er zum Bischof von Metz gewählt; die päpstliche Bestätigung erfolgte am 24. November desselben Jahres. Am 23. Februar 1824 empfing er durch Erzbischof Jean-Paul-Gaston de Pins, den Bistumsadministrator des Erzbistums Lyon, die Bischofsweihe. Mitkonsekratoren waren der Bischof von Belley, Alexandre-Raymond Devie, und der Bischof von Saint-Claude, Antoine-Jacques de Chamon.